# Thello
Thello (стилизованно пишется thellō) — оператор поездов, выполняющий международные рейсы между Францией и Италией. Основан в 2011 году, принадлежит итальянской государственной железнодорожной компании Trenitalia.
Первоначально создан как совместное предприятие между Trenitalia и Transdev, далее последний продал 33 % акций Thello своему итальянскому партнеру в 2016 году, предоставив Trenitalia полный контроль.